# Lefka Ori
Lefka Ori (græsk: Λευκά Όρη, der betyder 'Hvide Bjerge') eller Madares (Μαδάρες fra den kretensiske græske μαδαρός betyder 'uden vegetation i høje bjergområder') er en bjergkæde beliggende på det vestlige Kreta, i den regionale enhed Chania. De Hvide Bjerge eller Lefka Ori dækker en stor del af den centrale del af Vestkreta og sætter et markant præg på regionen. De består hovedsageligt af kalksten, fra lysegrå til blålig eller sort farve. De hvide bjerge har navn efter den hvide eller råhvide farve på deres toppe, da den kalkhvide kalksten i løbet af sommeren og efteråret skifter med sneen, der dækker toppene til sent på foråret.

## Geografi
Den højeste top er Pachnes der er 2.453 moh. og der er over 30 toppe, der er over 2.000 meter høje. Pachnes (fra græsk πάχνη hvilket betyder 'morgendug', men også på kretensisk kan det betyde 'tåge') er den næsthøjeste top på Kreta, efter bjerget Psiloritis (også kendt som Idabjerget), og det tiendehøjeste i Grækenland. Lefka Ori har også omkring 50 kløfter, den mest berømte er Samaria-kløften. Et andet kendetegn ved bjergkæden er, at der findes en række plateauer, Askifou, Impros, Kallikratis, Anopolis og Omalos, i højder på mellem 500-1.100 moh. som alle er omgivet af bjerge.
Der er kun få hovedveje, der fører ind til de hvide bjerge. Fra nord er vejene til Omalos og indgangen til Samaria Gorge og vejen til Chora Sfakion gennem plateauet Askifou længere mod øst. Der er andre tilgange fra vest fra Sougia og Paleochora, der fører til Omalos samt tilgange fra nordøst fra Argyroupoli-Asi Ghonia og fra Plakias-Frangokastello langs den sydlige kyst i øst. Der er også et par andre mindre veje, der fører op i bjergene.
De centrale og sydlige dele af Lefka Ori ligger i omkring 1.800 meters højde og derover ligner et månelandskab. Det kaldes teknisk set en høj ørken, og er unikt på den nordlige halvkugle. Lefka Ori-områdets fremtrædende område kan ses i luftfotoet af Hania-provinsen fra rummet.
Lefka Ori har gennem historien fungeret som skjulested for oprørere under kretensiske oprør mod de venetianske og osmanniske herskere samt under tysk besættelse (1941–1945).
Lefka Ori er hjemsted for begge Grækenlands huler med større dybder end en kilometer, Gourgouthakas og Løvehulen.